# Ewan (Washington)
Pour les articles homonymes, voir Ewan.
Ewan est une zone non incorporée dans le comté de Whitman, dans l'État de Washington, aux États-Unis.
C'est une zone tournée vers l'agriculture. Il n'y a eu aucun recensement de la population.